# Cybocephalus liui
Cybocephalus liui là một loài bọ cánh cứng trong họ Cybocephalidae. Loài này được Tian miêu tả khoa học năm 2006.